# Indo-australische Kleintauben

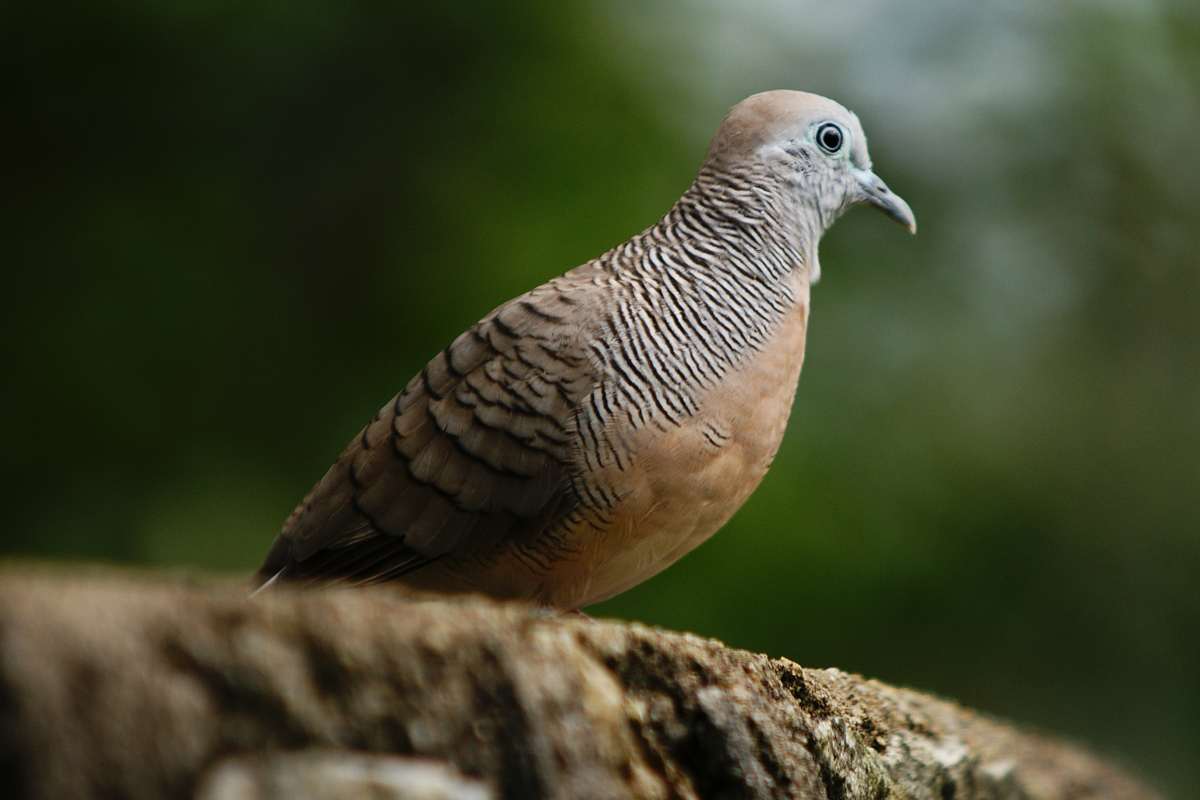
Sperbertaube (Geopelia striata)

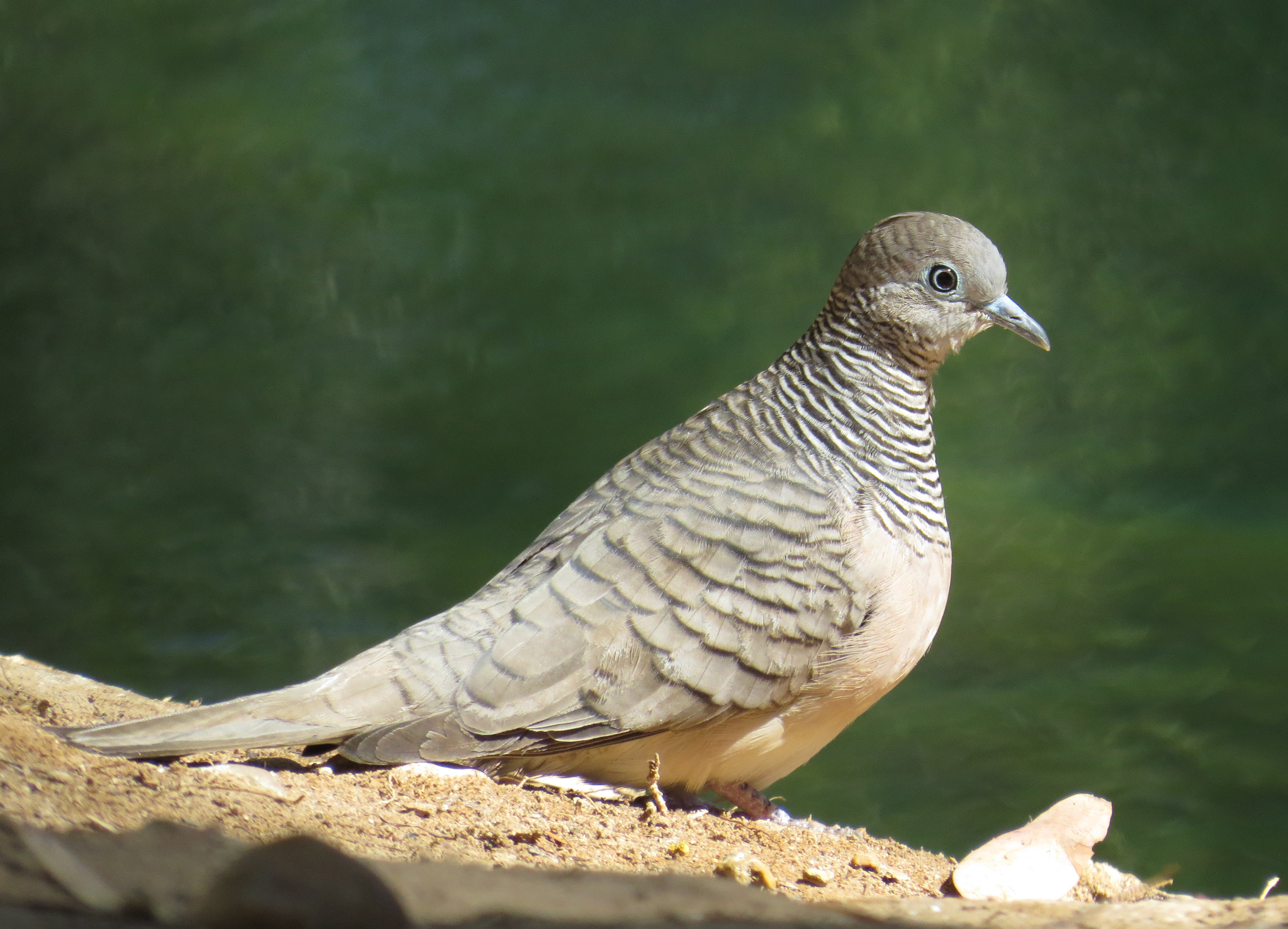
Friedenstäubchen (Geopelia placida)

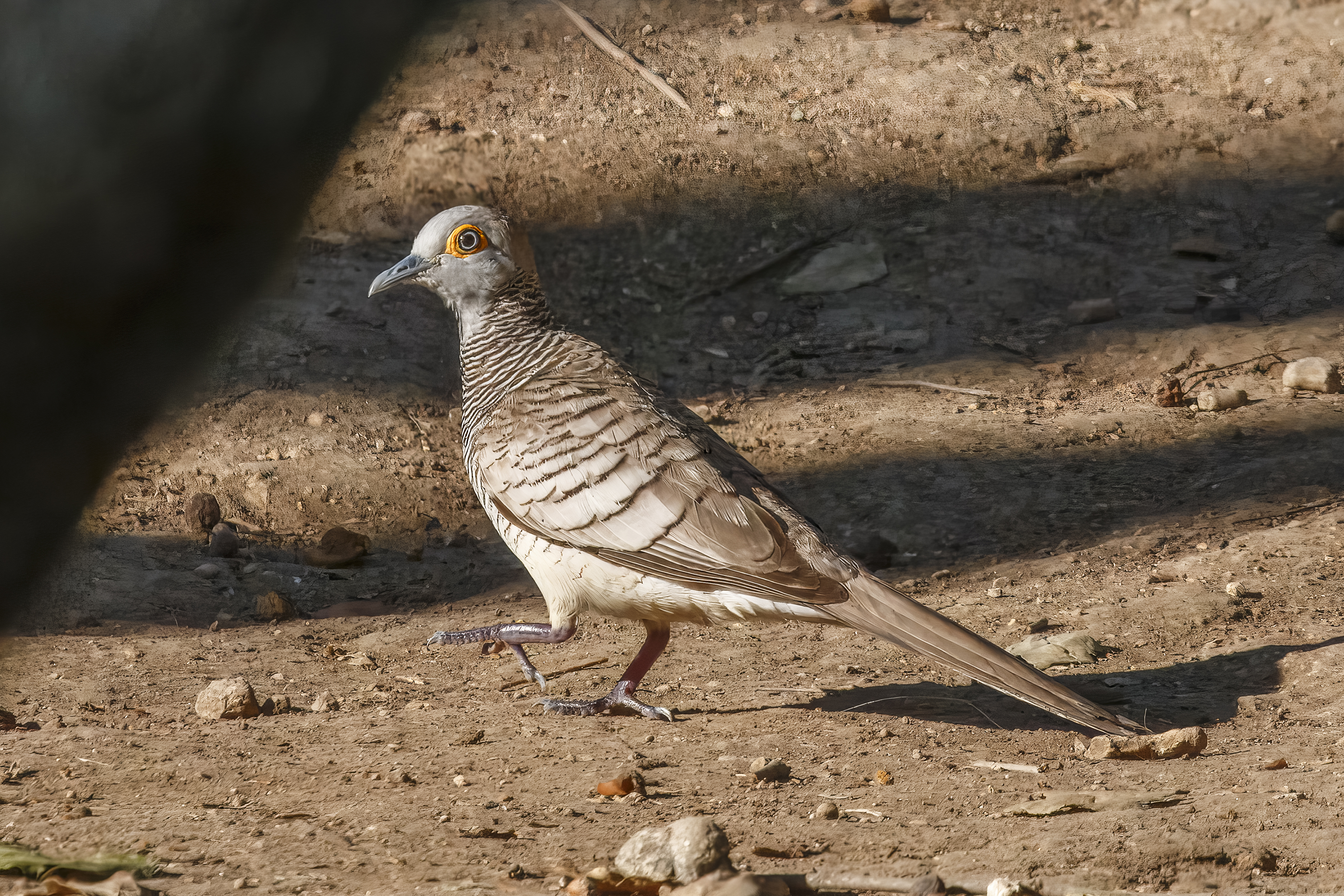
Timortäubchen (Geopelia maugeus)

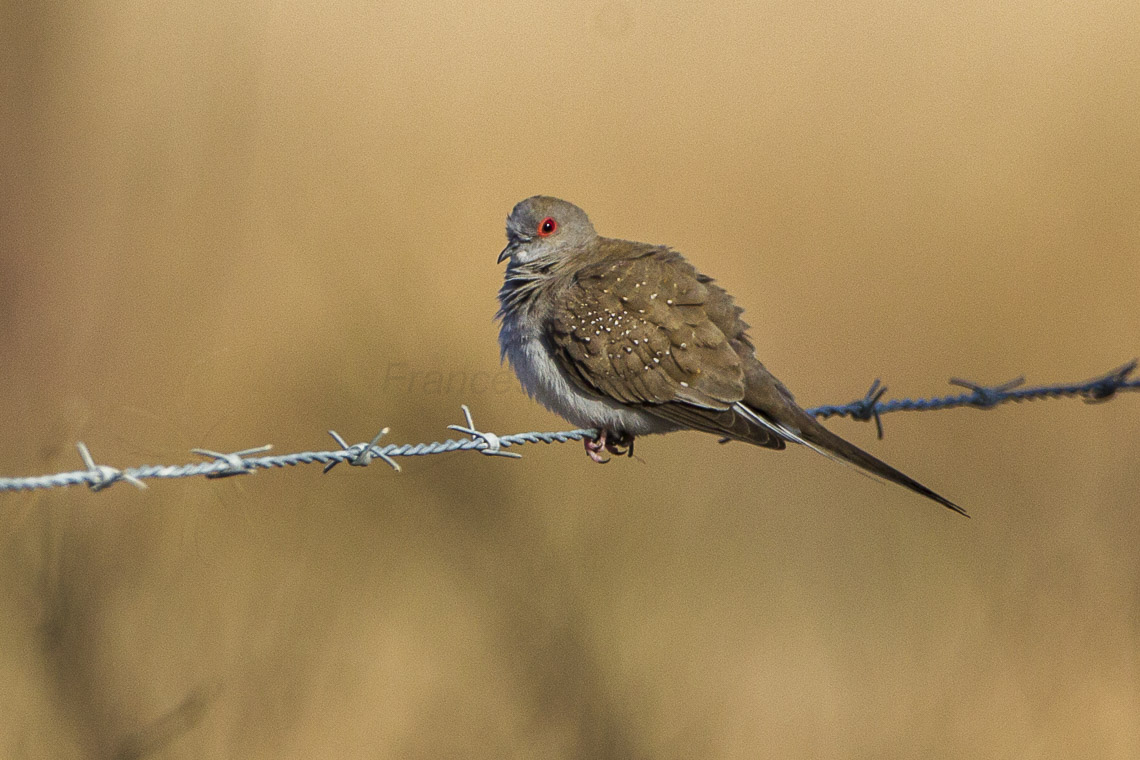
Diamanttäubchen (Geopelia cuneata), Queensland, Australien

Die Indo-australischen Kleintauben (Geopelia) sind eine Gattung der Taubenvögel (Columbidae). Zur Gattung gehören fünf Arten, die in Südostasien und Australien beheimatet sind. Alle fünf Arten werden häufig als Ziervögel gehalten.

## Erscheinungsbild
Indo-australische Kleintauben sind kleine Taubenarten. Die größte unter ihnen ist die Kupfernackentaube, die eine Körperlänge zwischen 28 und 31 Zentimetern erreicht. Die Diamanttaube als kleinste Art der Indo-Australischen Kleintauben ist mit einer Körperlänge von 19,5 Zentimetern etwa so groß wie eine Lerche.
Charakteristisch für alle fünf Arten ist die zugespitzte äußerste Handschwinge. Von der Diamanttaube abgesehen haben alle anderen Arten auf der Körperoberseite Gefiederpartien mit dunklen Säumen, sodass sich eine feine Sperberung ergibt. Die Körperunterseite ist ohne weitere Abzeichen.

## Verbreitungsgebiet und Lebensraum
Das Verbreitungsgebiet der Indo-australischen Kleintauben reicht von der Halbinsel Malakka über die Großen Sunda-Inseln und Neuguinea bis nach Australien. Sie fehlen dort im Südwesten des australischen Festlands sowie auf Tasmanien. Die Sperbertaube ist außerdem auf Hawaii eingeführt und zählt dort mittlerweile zu den häufigsten Vögeln.
Diamanttäubchen und Sperbertäubchen besiedeln offenes, mit Bäumen oder Büschen bewachsenes Land. Das Friedenstäubchen kommt in lichten Savannenwäldern vor und besiedelt auch Steppen. Die Kupfernackentaube ist eine Art, die Galeriewäldern entlang der Flussläufe sowie bewaldeten Gebieten in Wassernähe besiedelt. Zu ihrem Lebensraum zählen auch dichte Mangrovenwälder.

## Haltung in menschlicher Obhut
Alle Indo-australische Kleintauben wurden zwischen 1840 und 1868 nach Europa importiert. Die ersten Nachzuchten in menschlicher Obhut erfolgten kurz darauf. Eine sehr große Verbreitung als Ziervogel hat die kleine Diamanttaube. Sie gilt als einfach zu haltende, leicht zu züchtende und friedliche Art. Von der Kupfernackentaube abgesehen müssen alle Arten warm überwintert werden.

## Arten
Die folgenden Arten werden zu den Indo-australischen Kleintauben gerechnet:
- Diamanttaube, auch Diamanttäubchen genannt (Geopelia cuneata)
- Kupfernackentaube (Geopelia humeralis)
- Timortäubchen (Geopelia maugeus)
- Friedenstäubchen (Geopelia placida)
- Sperbertaube, auch Sperbertäubchen genannt (Geopelia striata)